# Nathalie
Nathalie – jednostka osadnicza w Stanach Zjednoczonych, w stanie Wirginia, w hrabstwie Halifax.